# البطولات الأسترالية 1961 (كرة مضرب)
هنا قائمة بالبطولات الأسترالية لكرة المضرب، المعروفة الآن باسم أستراليا المفتوحة لسنة 1961:

## الكبار

### فردي رجال
روي إيمرسون هزم  رود لافر 1-6 6-3 7-5 6-4

### فردي سيدات
مارغريت كورت هزم  جان ليهان 6-1, 6-4